# Сен-Поль-де-Ланд
Сен-Поль-де-Ланд (фр. Saint-Paul-des-Landes, окс. Sant Paul de Salers) — коммуна во Франции, находится в регионе Овернь. Департамент — Канталь. Входит в состав кантона Орийак-2. Округ коммуны — Орийак.
Код INSEE коммуны — 15204.
Коммуна расположена приблизительно в 440 км к югу от Парижа, в 115 км юго-западнее Клермон-Феррана, в 11 км к западу от Орийака.

## Население
Население коммуны на 2008 год составляло 1399 человек.
| 1962 | 1968 | 1975 | 1982 | 1990 | 1999 | 2008 |
| ---- | ---- | ---- | ---- | ---- | ---- | ---- |
| 539  | 615  | 789  | 1003 | 1105 | 1100 | 1399 |

## Экономика

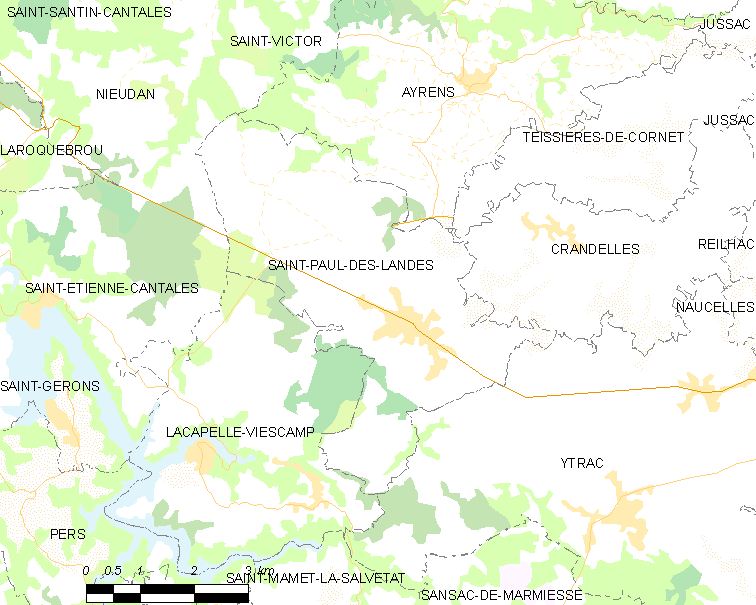
Карта коммуны

В 2007 году среди 868 человек в трудоспособном возрасте (15—64 лет) 675 были экономически активными, 193 — неактивными (показатель активности — 77,8 %, в 1999 году было 69,1 %). Из 675 активных работали 645 человек (338 мужчин и 307 женщин), безработных было 30 (12 мужчин и 18 женщин). Среди 193 неактивных 60 человек были учениками или студентами, 89 — пенсионерами, 44 были неактивными по другим причинам.